# Thomas Geve

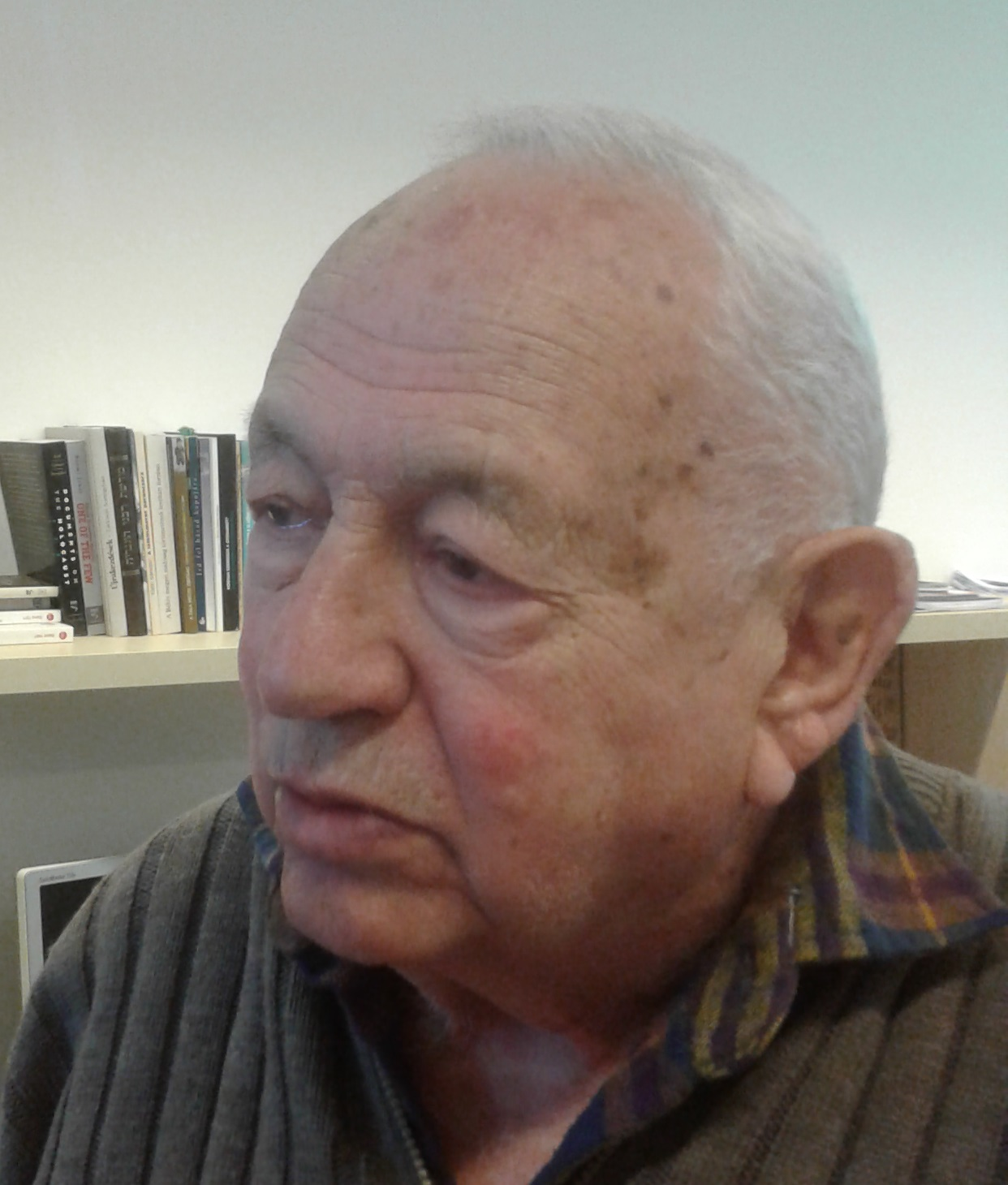
Thomas Geve

Thomas Geve (geboren als Stefan Cohn 27. Oktober 1929 in Züllchow; gestorben am 27. August 2024 in Haifa) war ein deutsch-israelischer Bauingenieur und Holocaustüberlebender.

## Leben
Thomas Geve war Sohn eines Chirurgen, der nach der Machtübergabe an die Nationalsozialisten 1933 aus seinem Amt entlassen wurde. Dem Vater gelang 1939 die Emigration nach England, Frau und Sohn konnten nach Kriegsausbruch 1939 nicht mehr nachkommen. Eine Zeitlang arbeitete er als Arbeiter auf dem Friedhof Weißensee. 1943 wurde er mit der Mutter aus dem KZ-Sammellager in der Berliner Großen Hamburger Straße in das KZ Auschwitz deportiert, wo seine Mutter ermordet wurde. Er wurde in der Maurerschule Auschwitz angelernt und war in Arbeitskommandos der Union-Munitionswerke und im Bunkerbau eingesetzt. 1945 geriet er über Evakuierungsmärsche in das KZ Groß-Rosen und in das KZ Buchenwald, aus dem er befreit wurde.
Er wurde von der Buchenwald-Aktion in ein Schweizer Kinderheim aufgenommen und malte aus dem unmittelbaren Eindruck eine Serie von Bildern. Er konnte im Herbst 1945 zu seinem Vater nach England einreisen. Thomas Geve holte am Norwood Technical College in London einen Schulabschluss nach und erhielt ein Ingenieursdiplom am Willesden Technical College. Er emigrierte 1950 nach Israel, wo er nach seinem Wehrdienst als Bauingenieur arbeitete. Er gründete in Haifa eine Familie. 1958 publizierte er einen Erinnerungsbericht über die Haftzeit, und 1995 wurden erstmals seine Zeichnungen über die Haftzeit bei Ausstellungen gezeigt. Im Alter reiste er als Zeitzeuge mehrmals nach Europa.

## Werke
- Youth in chains. Jerusalem : Mass, 1958
  - Geraubte Kindheit. Konstanz : Südverlag, 1993  ISBN 978-3-87800-011-2
- Es gibt hier keine Kinder. Auschwitz, Groß-Rosen, Buchenwald. Zeichnungen eines kindlichen Historikers. Hrsg. von Volkhard Knigge (deutsch, engl., hebr.) Göttingen 1996, ISBN 978-3-89244-220-2
- Aufbrüche : Weiterleben nach Auschwitz. Konstanz : Südverlag, 2000 ISBN 978-3-87800-030-3